# 감차 (슬로바키아)
감차(Gamča)는 1626년 설립된 슬로바키아 브라티슬라바의 김나지움이다.
1. ↑  https://www.worldscientific.com/doi/abs/10.1142/9789814667470_0002